# Aeroporto de Guaratinguetá
O Aeroporto de Guaratinguetá / Edu Chaves é o aeroporto que serve à cidade de Guaratinguetá, no estado de São Paulo. Serve tanto como pista para a Escola de Especialistas de Aeronáutica (EEAR), quanto ao Aeroclube de Guaratinguetá.

## Historia

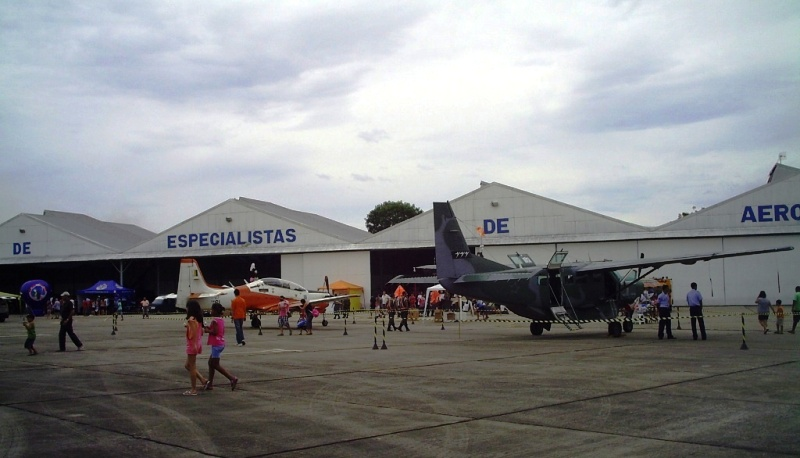
Patio do EEAR

O Aeroclube foi fundado em 15 de julho de 1940, com o objetivo de acompanhar o progresso da região. A primeira diretoria foi provisória e na ocasião o prefeito Joaquim Vilela de Oliveira Marcondes autorizou o funcionamento em uma área do bairro Pedregulho, juntamente com o campo do aeroporto Edu Chaves. A eleição da diretoria definitiva foi realizada em 1942, quando foram doadas duas aeronaves para a Escola de Pilotagem, o que deu início as atividades. 
Ainda em meio a Segunda Guerra Mundial falava-se muito em aviação. Getúlio Vargas, que governava o país na época era um entusiasta. Intelectuais criaram inclusive uma campanha de divulgação com o apelo “Dêem asas ao Brasil”. 
Pegando carona na ideia, as alunas da Escola Normal “Conselheiro Rodrigues Alves”, incentivadas por professores desenvolveram uma campanha similar intitulada “Campanha de Aviação- Asas para Guaratinguetá e Pilotos para o Brasil”. As estudantes vendiam o V de Vitória (era período de Guerra na Europa) feito de fitas verde e amarela por mil réis. O  objetivo era angariar fundos para que a instituição, recém criada, pudesse entrar em operação. 
Em duas semanas foram arrecadados o suficiente para a compra de dois aviões, que receberam os nomes de “Comendador Rodrigues Alves” e “Frei Galvão”.  Assim foi que e 1942, durante a Segunda Guerra Mundial, o Professor Ernesto Quissak  junto com um grupo de alunas da Escola Normal, e com a colaboração do Professor José Vicente Freitas Marcondes, encabeçou uma campanha denominada “Asas para Guaratinguetá e pilotos para o Brasil”. Pretendiam angariar dinheiro para a compra de um avião que seria doado ao Aeroclube local, para ser usado na formação de pilotos. Toda a sociedade foi envolvida e o resultado foi que, 15 dias depois, já havia dinheiro suficiente para a compra, não de um, mas de dois aviões que vieram, efetivamente a fazer parte do Aeroclube..O avião que homenageava o beato Frei Antonio de Sant’Ana Galvão, que tornou-se o primeiro santo brasileiro, foi batizado com água do Rio Paraíba. A denominação gerou polêmica na época, já que muitas pessoas defenderam a ideia de que era um absurdo colocar o nome do frei em uma máquina que estava servindo para matar pessoas na guerra, mas  jovens idealistas rebateram as acusações, dizendo que  o aeroplano serviria para formar pilotos para a paz que em breve reinaria. Vários pilotos foram formados pelo Frei Galvão, porém no dia 17 de novembro de 1956 ocorreu um acidente e ele foi inutilizado para voos. 

### Informações
A história e tradição do Aeroclube de Guaratinguetá estão intimamente relacionadas à influência que a aviação exerce na cidade desde 1912:
O campo de pouso do aeroporto ganhou o nome de Edu Chaves, piloto brasileiro que realizou o primeiro voo nos céus de seu país de origem em um aeroplano. No mesmo ano foi ele também o responsável pelo primeiro voo interestadual São Paulo/ Guaratinguetá/ Mangaratiba, pilotando um Blériot XI de 50 HP.
Durante a Revolução Constitucionalista de 32 a cidade novamente foi cenário para voos, só que desta vez, causando terror. Os “vermelhinhos”, designação genérica dada aos aviões do período da Ditadura, aterrissaram várias vezes nas instalações da sede da Fazenda Morro Vermelho, localizada entre Guaratinguetá e Aparecida e bombardearam diversos pontos da cidade. Segundo os moradores, o campo serviu também para um pouso de emergência do aeroplano de Edu Chaves, em viagem não oficial.
A cidade também foi lembrada durante a Segunda Guerra Mundial, quando o guaratinguetaense Coronel Antonio Marques dos Santos, com 84 anos, inscreveu seu nome entre os beneméritos da Pátria, com a doação de um aparelho à “Companhia Nacional da Aviação”. 